# Puchar Dalekowschodni w narciarstwie alpejskim kobiet 2014/2015
Puchar Dalekowschodni w narciarstwie alpejskim kobiet w sezonie 2014/2015 to kolejna edycja tego cyklu. Pierwsze zawody odbyły się 11 grudnia 2014 roku w chińskim Wanlong, a ostatnie rozegrane zostały 26 marca 2015 roku w rosyjskim Jużnosachalińsku. Pierwotnie miały się odbyć 2 kwietnia w japońskim Ontake.

## Podium zawodów
| Lp  | Data             | Miejscowość     | Konkurencja | 1. Miejsce            | 2. Miejsce          | 3. Miejsce          |
| --- | ---------------- | --------------- | ----------- | --------------------- | ------------------- | ------------------- |
| 1.  | 11 grudnia 2014  | Wanlong         | Slalom      | Makiko Arai           | Konatsu Hasumi      | Gim So-hui          |
| 2.  | 12 grudnia 2014  | Wanlong         | Slalom      | Makiko Arai           | Konatsu Hasumi      | Gim So-hui          |
| 3.  | 13 grudnia 2014  | Wanlong         | Gigant      | Makiko Arai           | Greta Small         | Asuka Kawaura       |
| 4.  | 14 grudnia 2014  | Wanlong         | Gigant      | Greta Small           | Makiko Arai         | Konatsu Hasumi      |
| 5.  | 15 stycznia 2015 | Yongpyong       | Supergigant | Odwołano              | Odwołano            | Odwołano            |
| 6.  | 21 stycznia 2014 | Yongpyong       | Supergigant | Kateřina Pauláthová   | Asa Ando            | Katarina Lavtar     |
| 7.  | 23 stycznia 2014 | Yongpyong       | Gigant      | Katarina Lavtar       | Kateřina Pauláthová | Makiko Arai         |
| 8.  | 23 stycznia 2015 | Yongpyong       | Slalom      | Emi Hasegawa          | Katarina Lavtar     | Sakurako Mukōgawa   |
| 9.  | 26 stycznia 2015 | Yongpyong       | Slalom      | Katarina Lavtar       | Noe Okamoto         | Asa Ando            |
| 10. | 27 stycznia 2015 | Yongpyong       | Gigant      | Emi Hasegawa          | Katarina Lavtar     | Kateřina Pauláthová |
| 11. | 28 stycznia 2015 | Yongpyong       | Gigant      | Katarina Lavtar       | Kateřina Pauláthová | Haruna Ishikawa     |
| 12. | 2 marca 2015     | Hakuba          | Slalom      | Merle Soppela         | Emi Hasegawa        | Miki Ishibashi      |
| 13. | 3 marca 2015     | Hakuba          | Slalom      | Emi Hasegawa          | Merle Soppela       | Kateřina Pauláthová |
| 14. | 5 marca 2015     | Nozawa Onsen    | Gigant      | Makiko Arai           | Kateřina Pauláthová | Emi Hasegawa        |
| 15. | 6 marca 2015     | Nozawa Onsen    | Gigant      | Miki Ishibashi        | Emi Hasegawa        | Merle Soppela       |
| 16. | 8 marca 2015     | Shiga Kōgen     | Slalom      | Emi Hasegawa          | Merle Soppela       | Noe Okamoto         |
| 17. | 9 marca 2015     | Shiga Kōgen     | Slalom      | Emi Hasegawa          | Merle Soppela       | Hikaru Oshimi       |
| 18. | 23 marca 2015    | Jużnosachalińsk | Gigant      | Anastasija Romanowa   | Emi Hasegawa        | Darija Owczinnikowa |
| 19. | 24 marca 2015    | Jużnosachalińsk | Supergigant | Odwołano              | Odwołano            | Odwołano            |
| 20. | 25 marca 2015    | Jużnosachalińsk | Supergigant | Odwołano              | Odwołano            | Odwołano            |
| 21. | 26 marca 2015    | Jużnosachalińsk | Slalom      | Jekatierina Tkaczenko | Ksienija Alopina    | Anastasija Romanowa |
| 22. | 2 kwietnia 2015  | Ontake          | Zjazd       | Odwołano              | Odwołano            | Odwołano            |

## Klasyfikacja generalna (po 18 z 18 konkurencji)
| Lp. | Zawodniczka         | Punkty |
| --- | ------------------- | ------ |
| 1.  | Emi Hasegawa        | 800    |
| 2.  | Makiko Arai         | 743    |
| 3.  | Konatsu Hasumi      | 597    |
| 4.  | Noe Okamoto         | 561    |
| 5.  | Hikaru Oshimi       | 537    |
| 6.  | Haruna Ishikawa     | 532    |
| 7.  | Katarina Lavtar     | 520    |
| 8.  | Miki Ishibashi      | 514    |
| 9.  | Kateřina Pauláthová | 510    |
| 10. | Merle Soppela       | 450    |

### Slalom gigant (gigant) (po 8 z 8 konkurencji)
| Miejsce | Zawodniczka          | Punkty |
| ------- | -------------------- | ------ |
| 1.      | Makiko Arai          | 417    |
| 2.      | Emi Hasegawa         | 320    |
| 3.      | Kateřina Pauláthová  | 300    |
| 4.      | Miki Ishibashi       | 295    |
| 5.      | Katarina Lavtar      | 280    |
| 5.      | Hikaru Oshimi        | 280    |
| 7.      | Haruna Ishikawa      | 274    |
| 8.      | Asuka Kawaura        | 273    |
| 9.      | Władisława Buriejewa | 209    |
| 10.     | Konatsu Hasumi       | 198    |

### Slalom (po 9 z 9 konkurencji)
| Miejsce | Zawodniczka       | Punkty |
| ------- | ----------------- | ------ |
| 1.      | Emi Hasegawa      | 480    |
| 2.      | Noe Okamoto       | 375    |
| 3.      | Konatsu Hasumi    | 359    |
| 4.      | Merle Soppela     | 340    |
| 5.      | Makiko Arai       | 276    |
| 6.      | Haruna Ishikawa   | 236    |
| 7.      | Kaori Mizukuchi   | 214    |
| 8.      | Hikaru Oshimi     | 212    |
| 9.      | Miki Ishibashi    | 190    |
| 10.     | Sakurako Mukōgawa | 189    |

### Zjazd (po 0 z 0 konkurencji)
| Miejsce | Zawodniczka | Punkty |
| ------- | ----------- | ------ |
| 1.      |             |        |
| 2.      |             |        |
| 3.      |             |        |
| 4.      |             |        |
| 5.      |             |        |
| 6.      |             |        |
| 7.      |             |        |
| 8.      |             |        |
| 9.      |             |        |
| 10.     |             |        |

### Supergigant (po 1 z 1 konkurencji)
| Miejsce | Zawodniczka          | Punkty |
| ------- | -------------------- | ------ |
| 1.      | Kateřina Pauláthová  | 100    |
| 2.      | Asa Ando             | 80     |
| 3.      | Katarina Lavtar      | 60     |
| 4.      | Makiko Arai          | 50     |
| 5.      | Hikaru Oshimi        | 45     |
| 6.      | Konatsu Hasumi       | 40     |
| 7.      | Sakurako Mukōgawa    | 36     |
| 8.      | Mio Arai             | 32     |
| 9.      | Miki Ishibashi       | 29     |
| 10.     | Władisława Buriejewa | 26     |